# Замчоджь
Замчоджь, или Замчожи (рум. Zamciogi) — село в Страшенском районе Молдавии. Наряду с сёлами Редены и Драгушены входит в состав коммуны Редены.

## География
Село расположено на высоте 75 метров над уровнем моря.
У села протекает река Икель.

## Население
По данным переписи населения 2004 года, в селе Замчоджь проживает 1082 человека (513 мужчины, 569 женщин).
Этнический состав села:
| Национальность | Число жителей | Процентный состав |
| -------------- | ------------- | ----------------- |
| молдаване      | 1068          | 98.71             |
| румыны         | 7             | 0.65              |
| русские        | 4             | 0.37              |
| украинцы       | 3             | 0.28              |
| Всего          | 1082          | 100%              |